# Mogas 90 Football Club
O Mogas 90 Football Club é um clube de futebol do Benim. Atualmente disputa a Ligue 1 beninense, correspondente à primeira divisão nacional.

## Títulos
- Ligue 1: 1996, 1997 e 2005–06
- Coupe du Bénin: 2003 e 2004
- Coupe de l'Indépendance: 1991, 1992, 1994, 1995, 1998, 1999, 2000, 2003 e 2004
- Super Coupe: 2003 e 2006
- Coupe de la Ligue Régionale de l'Atlantique et du Littoral: 2003
- Tournoi CSA: 2002

## Retrospecto em competições continentais
Jogos em casa em negrito.

### Liga dos Campeões da CAF
| 1997 | Preliminar | CD Travadores      | 1–0, 0–2 |        |        |
| 1998 | Preliminar | East End Lions     | w.o. 1   | w.o. 1 | w.o. 1 |
| 1998 | 1ª fase    | Raja Casablanca    | 0–0, 1–6 |        |        |
| 2007 | 1ª fase    | Al-Ittihad Trípoli | 0–1, 0–3 |        |        |

1- O East End Lions desistiu do torneio.

### Copa das Confederações da CAF
| Temporada | Fase       | Oponente         | Resultados |
| --------- | ---------- | ---------------- | ---------- |
| 2004      | Preliminar | Al-Nasr Benghazi | 1–0, 0–5   |
| 2005      | Preliminar | AS Douanes       | 1–0, 1–3   |
| 2013      | Preliminar | AS Douanes       | w.o. 2     |

2- O Mogas 90 desistiu do torneio.

### Copa da CAF
| 1994 | 1ª fase | Fulani FC         | Desqualificado3 | Desqualificado3 | Desqualificado3 |
| 1995 | 1ª fase | Cotonsport Garoua | 2–1, 0–2        |                 |                 |

3- Os clubes do Benim foram desclassificados porque a federação nacional estava em dívidas com a CAF.

### Recopa Africana
| Temporada | Fase             | Oponente           | Resultados |
| --------- | ---------------- | ------------------ | ---------- |
| 1992      | Preliminar       | Postel 2000        | 3–0, 0–2   |
| 1992      | 1ª fase          | Étoile du Sahel    | 0–0, 1–1   |
| 1992      | 2ª fase          | ASFAG              | 3–1, 0–1   |
| 1992      | Quartas-de-final | Motema Pembe       | 0–0, 0–2   |
| 1996      | Preliminar       | ASC Air Mauritanie | w.o. 4     |
| 1996      | 1ª fase          | FUS Rabat          | 1–0, 0–5   |
| 1999      | Preliminar       | LPRC Oilers        | 0–0, 0–1   |
| 2000      | Preliminar       | Wallidan FC        | 2–0, 1–0   |
| 2000      | 1ª fase          | Club Africain      | 0–0, 1–3   |

4- Os clubes da Mauritânia foram desclassificados porque a federação nacional estava em dívidas com a CAF.

## Jogadores notáveis
- Anicet Adjamossi